# Филис Крол
Филис Крол (на английски: Phyllis Kroll), heads roll Kroll (букв. уволняващата, отсичаща главите Крол ), е фикционална героиня-ректор на Калифорнийски университет в сериала еЛ връзки (появява се в 4-ти сезон). В сериала се играе от иначе известната с предимно стандартно-хетеросексуалните си женски роли Сибил Шепърд.
Филис Крол е омъжена, с две пораснали дъщери, тя разкрива пред Бет Портър, че е лесбийка и я моли да ѝ помогне да предефинира живота си според нейните вътрешни усещания, като ѝ казва, че е изпитвала това от години, но е лъгала психоаналитика си и всички останали. Филис Крол е героиня с особено емоционално присъствие, изпитваща необходимостта да бъде себе си, след толкова дълга и успешна кариера, а според съпруга ѝ – криза на средната възраст, като преживяванията ѝ варират от силни вълнения и радост, до сълзи и самосъжаление след раздялата ѝ с Алис.
Има връзка с Алис Пиезеки, по-късно с адвокатката на Бет и Тина – Джойс. Развежда се със съпруга си Ленард Крол.
Дъщеря ѝ Моли (играна от Клементин Форд, дъщеря на Сибил Шепърд) също открива, че е лесбийка и опитва да има връзка с Шейн.